# 多颇章乡
多颇章乡，是中华人民共和国西藏自治区山南市乃东区下辖的一个乡镇级行政单位。

## 行政区划
多颇章乡下辖以下地区：
索朗村和布美村。